# 문대림
문대림(文大林, 1965년 12월 14일~)은 대한민국의 정치인이다. 제22대 국회의원이며, 본관은 남평이다.
2017년 6월부터 2018년 2월까지 문재인 정부의 대통령비서실 제도개선비서관을 역임했다. 2018년 더불어민주당의 제주특별자치도지사 후보로 선출되었으나, 무소속 원희룡 후보에게 밀려 낙선하였다.

## 학력
- 대정서국민학교 졸업
- 대정중학교 졸업
- 대정고등학교 졸업
- 제주대학교 사회과학대학 법학 학사
- 제주대학교 대학원 법학 석사

## 경력
- 1986년: 제주대학교 사회과학대학 학생회장
- 1997년: 제15대 대통령 선거 새정치국민회의 김대중 대통령 후보 연설원
- 2000년~2004년: 고진부 국회의원 입법보좌관
- 새천년민주당 제주도 지부 사무처장
- 새천년민주당 제주도 지부 서귀포시·남제주군 지구당 정책실장
- 법무부 제주보호관찰소 보호위원
- 제주지방검찰청 범죄예방위원
- 남제주군 생활체육협의회 위원
- 제주대학교 대학원 원우회장
- 감귤경제강화연구단 연구위원
- 제주자치분권연구소 상임이사
- 모슬포 청년회의소 회원
- 제주농아인협회 후원회원
- 북한어린이돕기빵공장 후원회원
- 2002년: 제16대 대통령 선거 새천년민주당 노무현 대통령 후보 연설원
- 2004년~2006년: 대통령자문 국가균형발전위원회 자문위원
- 2006년 5월 31일: 제4회 전국동시지방선거 당선(민선 4기, 제주특별자치도 제25선거구, 열린우리당, 초선)
- 2006년 7월~2010년 6월: 제8대 제주특별자치도의회 의원(민선 4기, 제주특별자치도 제25선거구, 열린우리당→대통합민주신당→통합민주당→민주당, 초선)
  - 제8대 제주특별자치도의회 환경도시위원회 위원장
  - 제8대 제주특별자치도의회 행정자치위원회 위원
- 제주관광대학교 강사
- 명예교육도시 민관자원협의회 부위원장
- 대한합기도 제주특별자치도협회 부회장
- 대한씨름협회 제주특별자치도협회 부회장
- 대정읍장애인지원협의회 자문위원
- 서귀포시 오름지활센터 운영자원위원장
- 제주특별자치도 의제21협의회 공동의장
- 신공항건설 특별위원회 위원
- 2010년 6월 2일: 제5회 전국동시지방선거 당선(민선 5기, 제주특별자치도 제25선거구, 민주당, 재선)
- 2010년 7월~2012년 1월: 제9대 제주특별자치도의회 의원(민선 5기, 제주특별자치도 제25선거구, 민주당→민주통합당, 재선)
  - 2010년 7월~2012년 1월: 제9대 제주특별자치도의회 전반기 의장
- 민주당 중앙당 농어민대책특별위원회 부위원장
- 4.3도민연대 운영위원
- 제주경제희망연구소 이사장
- 민주평화통일자문회의 자문위원
- 2012년 3월~2012년 4월: 대한민국 제19대 국회의원 선거 제주 서귀포시 무소속 국회의원 후보
- 새정치민주연합 정책위원회 부의장
- 더불어민주당 정책위원회 부의장
- 더불어민주당 제주특별자치도당 상임고문
- 2016년 2월~2016년 3월: 대한민국 제20대 국회의원 선거 제주 서귀포시 더불어민주당 국회의원 예비후보
- 2017년 6월~2018년 2월: 대통령비서실 제도개선비서관실 제도개선비서관
- 2018년 5월~2018년 6월: 제7회 전국동시지방선거 제주특별자치도지사 더불어민주당 후보
- 2019년 3월~2022년 1월: 제8대 제주국제자유도시개발센터 이사장
- 2022년 2월~2022년 3월: 제20대 대통령 선거 더불어민주당 이재명 대통령 후보 제주선거대책위원회 상임선거대책위원장
- 2022년 4월: 제8회 전국동시지방선거 제주특별자치도지사 더불어민주당 경선후보
- 2024년 4월 10일 대한민국 제22대 국회의원 선거 당선(제주 제주시 갑, 더불어민주당, 초선)
- 2024년 5월~: 더불어민주당 제주특별자치도당 제주시 갑 지역위원회 위원장
- 2024년 10월~: 더불어민주당 해양수산특별위원회 위원장
- 2024년 11월~2025년 8월: 더불어민주당 당대표특보단 민생특보단 특보
- 2025년 5월~2025년 6월: 제21대 대통령 선거 더불어민주당 이재명 대통령 후보 대한민국대전환 선거대책위원회 제주특별자치도당 총괄선거대책위원장
- 2025년 6월~: 더불어민주당 원내부대표
- 2025년 8월~: 더불어민주당 대변인

### 의정 활동
- 2024년 5월 30일~: 제22대 국회의원(제주 제주시 갑, 더불어민주당, 초선)
  - 2024년 6월~: 제22대 국회 전반기 농림축산식품해양수산위원회 위원

## 역대 선거 결과
|  | 34.48% |

|  | 81.78% |

|  | 31.65% |

|  | 40.01% |

|  | 62.88% |

## 소속 정당
| 소속 정당 | 소속 정당      | 소속 기간 | 비고           |
| --------- | -------------- | --------- | -------------- |
|           | 새정치국민회의 | 1995~2000 | 창당 정계 입문 |
|           | 새천년민주당   | 2000~2004 | 합당           |
|           | 무소속         | 2004      | 탈당           |
|           | 열린우리당     | 2004~2007 | 입당           |
|           | 대통합민주신당 | 2007~2008 | 합당           |
|           | 통합민주당     | 2008      | 합당           |
|           | 민주당         | 2008~2011 | 당명 변경      |
|           | 민주통합당     | 2011~2012 | 합당           |
|           | 무소속         | 2012~2013 | 탈당           |
|           | 민주당         | 2013~2014 | 복당           |
|           | 새정치민주연합 | 2014~2015 | 합당           |
|           | 더불어민주당   | 2015~2017 | 당명 변경      |
|           | 무소속         | 2017~2018 | 탈당           |
|           | 더불어민주당   | 2018~2019 | 복당           |
|           | 무소속         | 2019~2022 | 탈당           |
|           | 더불어민주당   | 2022~현재 | 복당           |

## 같이 보기
- 제주시 갑
- 제주시의 국회의원